# Jean-Baptiste Grange
Jean-Baptiste Grange nació el 10 de octubre de 1984 en Saint-Jean-de-Maurienne (Francia), es un esquiador que ha ganado 2 Campeonatos del Mundo (3 Medallas en total), 1 Copa del Mundo en disciplina de Eslalon y 9 victorias en la Copa del Mundo de Esquí Alpino (con un total de 18 podiums).

## Resultados

### Juegos Olímpicos de Invierno
- 2006 en Turín, Italia
  - Combinada: 13.º

### Campeonatos Mundiales
- 2007 en Åre, Suecia
  - Eslalon: 3.º
  - Combinada: 14.º
- 2009 en Val d'Isère, Francia
  - Eslalon Gigante: 7.º
- 2011 en Garmisch-Partenkirchen, Alemania
  - Eslalon: 1.º
- 2013 en Schladming, Austria
  - Eslalon: 12.º
- 2015 en Vail/Beaver Creek, Estados Unidos
  - Eslalon: 1.º

### Copa del Mundo

#### Clasificación general Copa del Mundo
- 2005-2006: 76.º
- 2006-2007: 29.º
- 2007-2008: 8.º
- 2008-2009: 5.º
- 2009-2010: 56.º
- 2010-2011: 16.º
- 2011-2012: 34.º
- 2012-2013: 69.º
- 2013-2014: 32.º
- 2014-2015: 42.º

#### Clasificación por disciplinas (Top-10)
- 2006-2007:
  - Eslalon: 10.º
- 2007-2008:
  - Eslalon: 2.º
  - Combinada: 4.º
- 2008-2009:
  - Eslalon: 1.º
  - Combinada: 6.º
- 2010-2011:
  - Eslalon: 2.º
- 2013-2014:
  - Eslalon: 8.º

#### Victorias en la Copa del Mundo (9)

##### Eslalon (8)
| Fecha                   | Lugar      |
| ----------------------- | ---------- |
| 17 de diciembre de 2007 | Alta Badia |
| 12 de enero de 2008     | Wengen     |
| 20 de enero de 2008     | Kitzbühel  |
| 16 de noviembre de 2008 | Levi       |
| 6 de enero de 2009      | Zagreb     |
| 14 de noviembre de 2010 | Levi       |
| 23 de enero de 2011     | Kitzbühel  |
| 25 de enero de 2011     | Schladming |

##### Combinada (1)
| Fecha               | Lugar  |
| ------------------- | ------ |
| 11 de enero de 2008 | Wengen |